# Limelight Records
Limelight Records waren ein Sub-Label von Mercury Records überwiegend für Jazz.
Das Sublabel wurde 1963 von Quincy Jones initiiert und von Jack Tracy geleitet. Anfangs veröffentlichten sie bekannte Jazzmusiker wie Art Blakey, Dizzy Gillespie, Milt Jackson, Oscar Peterson, Les McCann, Roland Kirk, Earl Hines, Chet Baker, Eric Dolphy, Benny Carter und Gerry Mulligan. Ende der 1960er Jahre wechselten sie den Schwerpunkt zu elektronischer und experimenteller Musik, indischer Musik und psychedelischem Rock.
Der Katalog ist heute bei Verve, die einige der Alben neu auf CD herausbrachten.